# Természetes előfordulás

Kémiai elemek előfordulása.

A kémiában a természetes előfordulás egy kémiai elem izotópjainak a Földön, természetes állapotban való előfordulási gyakoriságát jelenti. Az elemek periódusos rendszerében feltüntetett relatív atomtömeg, az egyes izotópok előfordulási gyakorisággal súlyozott atomtömege. Az izotópok előfordulási gyakorisága bolygóról bolygóra változik, de időben viszonylag állandó marad.
Például az uránnak három izotópja fordul elő a természetben: az 238U, az 235U és az 234U. Ezen izotópok természetes előfordulása rendre 99,2739–99,2752 %, 0,7198–0,7202 % és 0,0050–0,0059 %. Ez azt jelenti, hogy 100 000 uránatom közül várhatóan 99 275 238U atom, 720 235U atom, és mindössze 5 vagy 6 234U atom. Ennek oka, hogy a 238U izotóp sokkal stabilabb, mint a 235U vagy a 234U; amelyet jól jelez a felezési idejük: 4,468·109 év a 238U esetében, összehasonlítva a 7,038·108 évvel (235U) és 245 500 évvel (234U).
A különböző uránizotópok eltérő felezési idejei miatt a fiatal Földön a maitól eltérő volt az urán izotóp-összetétele. Például 1,7 milliárd évvel ezelőtt az 235U természetes előfordulása 3,1 % volt a mai 0,7 %-kal szemben, így akkortájt létrejöhettek természetes nukleáris reaktorok, ami napjainkban már lehetetlen.
Egy adott izotóp természetes előfordulását ugyanakkor befolyásolja a nukleoszintézisben történő keletkezésének valószínűsége (a szamárium esetében például a radioaktív 147Sm és 148Sm sokkal gyakoribb, mint a stabil 144Sm), valamint a természetes radioaktív izotópok általi keletkezés is (például a radiogén ólom izotópok esetében).

## Fordítás
- Ez a szócikk részben vagy egészben  a   Natural abundance című angol Wikipédia-szócikk fordításán alapul.  Az eredeti cikk szerkesztőit annak laptörténete sorolja fel. Ez a jelzés csupán a megfogalmazás eredetét és a szerzői jogokat jelzi, nem szolgál a cikkben szereplő információk forrásmegjelöléseként.